# Us and Them
Us and Them ist ein Stück der britischen Rockband Pink Floyd. Es erschien 1973 auf dem Album The Dark Side of the Moon. Die Musik wurde von Richard Wright geschrieben, die Texte stammen von Roger Waters, gesungen wird es hauptsächlich von David Gilmour. Das Stück ist mit 7 Minuten und 51 Sekunden das längste auf dem Album. Es ist der siebte Titel; er wird vom Vorgänger Money überblendet und geht fließend in den Instrumentaltitel Any Colour You Like über. Deutlich gekürzt wurde Us and Them als zweite Single des Albums ausgekoppelt.

## Komposition
Us and Them ist ein ruhiges Stück. Der Refrain ist lauter als die Strophen. Das Lied enthält zwei Saxophon-Soli, zu Beginn und am Ende. Richard Wright beginnt es mit Harmonien auf seiner Hammond-Orgel, um das Stück dann in einen Klavier-Akkord und ein -Solo zu überführen.
Us and Them war ursprünglich von Wright auf dem Klavier als The Violent Sequence für den Soundtrack des Films Zabriskie Point geschrieben worden. Regisseur Michelangelo Antonioni lehnte das Instrumentalstück aus Klavier und Bass jedoch ab, da es nicht so klang wie Careful with That Axe, Eugene – der Art von Musik, die er verwenden wollte. Die Melodie wurde dann wieder bei den Aufnahmen zu The Dark Side of the Moon verwendet, wobei Roger Waters den entsprechenden Text ergänzte.

## Gesprochene Texte
Vor dem zweiten Saxophon-Solo hört man eine Stimme (Band-Roadie Roger „The Hat“ Manifold), die folgendes sagt:

“Well I mean, they’re gonna kill ya, so like, if you give ’em a quick sh…short, sharp shock, they don’t do it again. Dig it? I mean he got off light, ’cause I coulda given ’im a thrashin’ but I only hit him once. It’s only the difference between right and wrong innit? I mean good manners don’t cost nothing, do they, eh?”

„Nun, weißte, die bringen einen sonst um, also, wenn du ihnen einen kurzen harten Schock versetzt, versuchen sie es nicht noch einmal. Kapierst du? Weißte, der ist noch ganz gut davon gekommen, denn ich hätte ihn ordentlich zurichten können, aber ich habe ihn nur einmal getroffen. Es geht nur um den Unterschied zwischen richtig und falsch, nicht wahr? Weißte, gute Manieren kosten schließlich nichts, oder?“

## Musiker
- David Gilmour – Gitarre, Gesang
- Roger Waters – E-Bass
- Richard Wright – Orgel, Piano, Gesang
- Nick Mason – Schlagzeug, Percussion
- Dick Parry – Saxophon
- Lesley Duncan – Gesang
- Doris Troy – Gesang
- Barry St. John – Gesang
- Liza Strike – Gesang